# Synaphosus gracillimus
Espèce
Synonymes
- Melanophora gracillima O. Pickard-Cambridge, 1872

Synaphosus gracillimus est une espèce d'araignées aranéomorphes de la famille des Gnaphosidae.

## Distribution
Cette espèce se rencontre en Israël et en Égypte au Sinaï,.

## Publication originale
- O. Pickard-Cambridge, 1872 : General list of the spiders of Palestine and Syria, with descriptions of numerous new species, and characters of two new genera. Proceedings of the Zoological Society of London, vol. 1872, p. 212-354 (texte intégral).